# Nikon Coolpix P90
Nikon Coolpix P90 — псевдозеркальный цифровой фотоаппарат компании Nikon, ориентированный на фотолюбителей и энтузиастов. Камера была анонсирована 2 марта 2009 года. Nikon Coolpix P90 представляет собой фотокамеру с 1/2,33" светочувствительной ПЗС-матрицей с разрешением 12,27 мегапикселей (максимальное разрешение снимка — 4000x3000).
Камера позволяет сохранять снимки в форматe JPEG. Для сохранения используется карта памяти формата SD; поддерживаются также карты памяти большого объема — стандарт SDHC.